# Jed Johnson senior

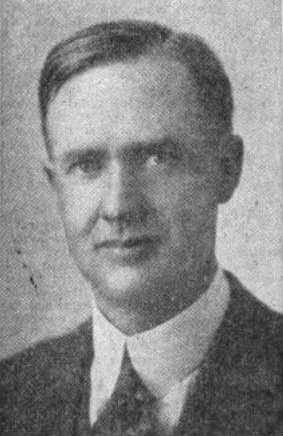
Jed Johnson senior, 1921

Jed Joseph Johnson Sr. (* 31. Juli 1888 bei Waxahachie, Ellis County, Texas; † 8. Mai 1963 in New York City) war ein US-amerikanischer Politiker. Zwischen 1927 und 1947 vertrat er den sechsten Wahlbezirk des Bundesstaates Oklahoma im US-Repräsentantenhaus.

## Werdegang
Jed Johnson besuchte die öffentlichen Schulen in Texas und Oklahoma. Danach studierte er bis 1915 an der University of Oklahoma in Norman Jura. Nach seiner 1918 erfolgten Zulassung als Rechtsanwalt begann er in Walters (Oklahoma) in seinem neuen Beruf zu arbeiten. Während des Ersten Weltkrieges war er als Soldat der US Army in Frankreich eingesetzt. Nach dem Krieg war Johnson von 1920 bis 1922 Zeitungsverleger im Cotton County in Oklahoma. Er wurde Mitglied der Demokratischen Partei und saß von 1920 bis 1927 im Senat von Oklahoma. In den Jahren 1927, 1929 und 1937 war er Delegierter bei der Interparlamentarischen Union in Paris bzw. in Genf.
1926 wurde Johnson in das US-Repräsentantenhaus in Washington, D.C. gewählt, wo er am 4. März 1927 den in den Senat gewechselten Elmer Thomas ablöste. Nachdem er bei den folgenden neun Wahlen jeweils in seinem Mandat bestätigt wurde, konnte er bis zum 3. Januar 1947 insgesamt zehn Legislaturperioden im Kongress absolvieren. 1946 wurde er von seiner Partei nicht mehr nominiert. Nach seiner Zeit im Kongress war er ab 1947 als Richter am Bundeszollgericht (United States Customs Court) beschäftigt. Dieses Amt übte er bis zu seinem Tod im Jahr 1963 aus. Sein Sohn Jed war von 1965 bis 1967 ebenfalls Kongressabgeordneter für den sechsten Distrikt von Oklahoma.